# Adam Dennis
Adam Dennis (Toronto, 8 febbraio 1985) è un allenatore di hockey su ghiaccio ed ex hockeista su ghiaccio canadese naturalizzato italiano, di ruolo portiere.

## Carriera

### Club
Adam Dennis iniziò la propria carriera nel campionato giovanile della Ontario Hockey League, con la maglia dei Guelph Storm. Nella stagione 2003-2004 contribuì alla vittoria del titolo da parte degli Storm, tuttavia dopo alcuni mesi nella stagione successiva fu ceduto ai London Knights. Con la nuova squadra vinse il secondo titolo personale della OHL e partecipò per il secondo anno di fila alla Memorial Cup. I Knights si aggiudicarono il trofeo, mentre Dennis fu premiato come miglior portiere e fu inserito nell'All-Star Team. Nel Draft 2005 su selezionato in 182ª posizione assoluta dai Buffalo Sabres.
Nel 2006 entrò nell'organizzazione dei Sabres e fu inserito nel roster della formazione affiliata in American Hockey League dei Rochester Americans; Dennis vi giocò per due stagioni, mentre nella stagione 2008-2009 fu schierato con i Portland Pirates, nuovo farm team dei Sabres. Dopo 93 partite in AHL nell'estate del 2009 Adam Dennis sbarcò in Italia presso l'HC Val di Fassa, concludendo la stagione con 41 partite e la miglior media gol subiti del campionato. Nell'autunno del 2010 fece una breve apparizione nella DEL tedesca con i Kölner Haie, giocando tuttavia solo sette partite.
Nell'ottobre del 2010 Dennis fece subito ritorno in Serie A con la maglia dell'Alleghe Hockey. Grazie alle sue prestazioni positive fu riconfermato come primo portiere della squadra veneta anche per la stagione 2011-2012. Il 17 marzo 2013 Dennis rescisse il proprio contratto con l'Alleghe, nonostante un contratto valido fino al 2014.. Il giorno seguente si trasferì in Austria firmando un contratto annuale con l'EC Dornbirn, militante nella EBEL.
La stagione in Austria fu caratterizzata dal riacutizzarsi, in particolare verso la fine della stagione, di un grave problema alle anche, tanto serio da essere stimato in almeno sei mesi di stop, se non addirittura da costringerlo al ritiro dall'hockey giocato, soprattutto se costretto ad un'operazione chirurgica.
Dopo aver dovuto rinunciare alla disputa dei mondiali 2014, nel mese di giugno annunciò il ritiro.

### Nazionale
Nell'autunno del 2012 Dennis maturò due anni consecutivi di permanenza in Serie A e grazie alle origini della madre, nativa di Catanzaro, ricevette il passaporto italiano.
L'esordio con il Blue Team avvenne in occasione dell'Euro Ice Hockey Challenge nel novembre del 2012. Nel 2013 prese parte al mondiale di Prima Divisione disputatosi in Ungheria venendo eletto miglior portiere del torneo e contribuendo alla promozione della Nazionale nel Gruppo A.

### Dopo il ritiro
Tra il 2016 e il 2020 Dennis ricoprì il ruolo dapprima di assistente General Manager e poi di General Manager nonché di assistente allenatore e allenatore dei portieri nella squadra giovanile dei North Bay Battalion in Ontario Hockey League.

## Palmarès

### Club
- Memorial Cup: 1

London Knights: 2005
- Ontario Hockey League: 2

Guelph Storm: 2003-2004
London Knights: 2004-2005

### Individuale
- Campionato mondiale di hockey su ghiaccio - Prima Divisione All-Star Team: 1

Ungheria 2013
- Memorial Cup:

All-Star Team: 2005
Most Outstanding Goaltender: 2005
- Miglior media reti subite del Campionato mondiale di hockey su ghiaccio - Prima Divisione: 1

Ungheria 2013 (0.75)
- Miglior media reti subite della Serie A: 1

2009-2010 (2.23)
- Miglior percentuale di salvataggi della Serie A: 1

2012-2013 (93,2%)
- Miglior portiere del Campionato mondiale di hockey su ghiaccio - Prima Divisione: 1

Ungheria 2013
- Ontario Hockey League:

Dave Pinkney Trophy: 2004-2005
Second All-Star Team: 2005-2006